# Theodōros Dīmītriou
Theodōros Mpimpos Dīmītriou (in greco Θεόδωρος Μπιμπος Δημητρίου?; 1898) è stato un calciatore greco, di ruolo attaccante.

## Carriera

### Nazionale
Fece parte della nazionale greca che partecipò ai Giochi olimpici di Anversa, disputò l'unica partita giocata dalla sua nazionale in quell'edizione.